# Chrasť nad Hornádom
Chrasť nad Hornádom es un municipio del distrito de Spišská Nová Ves en la región de Košice, Eslovaquia, con una población estimada a final del año 2024 de 928 habitantes.
Se encuentra ubicado al noroeste de la región, en la sierra del Alto Tatra y la cuenca hidrográfica del río Hernád, y cerca de la frontera con la región de Prešov.

## Demografía
| Año        | 1994 | 2004     | 2014     | 2024    |
| ---------- | ---- | -------- | -------- | ------- |
| Población  | 683  | 772      | 872      | 928     |
| Diferencia |      | +13,03 % | +12,95 % | +6,42 % |

| Año        | 2023 | 2024 |
| ---------- | ---- | ---- |
| Población  | 928  | 928  |
| Diferencia |      | +0 % |